# 警視庁特別捜査官
警視庁特別捜査官（けいしちょうとくべつそうさかん）は、警視庁において特定の分野の犯罪捜査に必要な専門的な知識及び能力を有する者として採用された警察官のことである。

## 概要
警視庁は、平成6年（1994年）任用規程を改正し「特定の分野における犯罪捜査に必要な専門的な知識及び能力を有する者を、その者の経歴等に相当した階級の警察官として採用する」ことができるものととし、平成7年度（1995年度）から実施した。

この規程により採用する警察官を「特別捜査官」と呼ぶ。
種類は、財務捜査、科学捜査、サイバー犯罪捜査、国際犯罪捜査の4分野である。
警察官以外にも、民間人の専門家、有資格者からも採用を行っており、採用者は捜査活動の幹部警察官になる。

## 採用
基本的には、資格や称号や学歴の有無で昇格・昇給の基準とはならず、全ての人員に、昇格・昇級試験があるとされている。
そのため、以下の一部の選考基準以外にも、専門や資格によらず平等な選考基準・任用規定があると考えられる。
財務捜査官の例で言えば、公認会計士でなければ、警視になれないというわけではない。税理士であれ、他の有資格者であれ昇格・昇給の機会があると考えられる。
サイバー犯罪捜査官の例では5級職以上や、国際犯罪捜査官の任用規定に資格は公開されていない。
下記の例は、あくまで一部の抜粋という見方である。
任用規程別表1の2から選考基準を抜粋。
| 種類 | 区分            | 資格等                                                                                                   | 職歴     | 年齢              |
| --- | --------------- | --- | -------- | ----------------- |
| 財務捜査官                                                                                                  | 警視(7級職)     | 公認会計士                                                                                               | 14年以上 | 60歳未満          |
| 財務捜査官                                                                                                  | 警部(6級職)     | 公認会計士                                                                                               | 8年以上  | 60歳未満          |
| 財務捜査官                                                                                                  | 〃(5級職)       | 公認会計士                                                                                               | 8年未満  | 60歳未満          |
| 財務捜査官                                                                                                  | 〃(5級職)       | 税理士                                                                                                   | 10年以上 | 60歳未満          |
| 財務捜査官                                                                                                  | 警部補(4級職)   | 税理士又は会計士補                                                                                       | 5年以上  | 27歳以上 60歳未満 |
| 財務捜査官                                                                                                  | 警部補(4級職)   | 税理士法第5条第1項第1号に定める事務又はこれに相当する業務                                                | 5年以上  | 27歳以上 60歳未満 |
| 科学捜査官                                                                                                  | 警視(7級職)     | 自然科学に関する博士                                                                                     | 9年以上  | 60歳未満          |
| 科学捜査官                                                                                                  | 警部(6級職)     | 自然科学に関する博士                                                                                     | 8年以上  | 60歳未満          |
| 科学捜査官                                                                                                  | 〃(5級職)       | 自然科学に関する博士                                                                                     | 8年未満  | 60歳未満          |
| 科学捜査官                                                                                                  | 〃(5級職)       | 自然科学に関する修士                                                                                     | 10年以上 | 60歳未満          |
| 科学捜査官                                                                                                  | 警部補(4級職)   | 自然科学に関する修士                                                                                     | 5年以上  | 27歳以上 60歳未満 |
| 科学捜査官                                                                                                  | 警部補(4級職)   | 自然科学に関する技術士                                                                                   | 5年以上  | 27歳以上 60歳未満 |
| 科学捜査官                                                                                                  | 警部補(4級職)   | 自然科学に関する研究員                                                                                   | 5年以上  | 27歳以上 60歳未満 |
| サイバー犯罪捜査官                                                                                          | 警部補(4級職)   | システムアナリスト、テクニカルエンジニア、システム監査技術者、技術士(情報工学部門)又はこれに相当する資格 | 5年以上  | 27歳以上 60歳未満 |
| サイバー犯罪捜査官                                                                                          | 巡査部長(3級職) | ソフトウェア開発技術者又はこれに相当する資格                                                             | 3年以上  | 25歳以上 60歳未満 |
| 国際犯罪捜査官                                                                                              | 巡査部長(3級職) | － | 3年以上  | 25歳以上 60歳未満 |
| 備考 年齢は、採用する年度の4月1日における年齢を示す。 注 「職歴」は「民間等における有用な職歴」の略である。 |                 | |          |                   |

サイバー犯罪捜査官の「これに相当する資格」とは、各年度の採用選考にある受考資格を見ると次のものをいう。
| 区分             | 資格 |
| ---------------- | --- |
| 警部補 (4級職)   | ITストラテジスト、上級システムアドミニストレータ、システムアーキテクト、アプリケーションエンジニア、プロジェクトマネージャ、ネットワークスペシャリスト、データベーススペシャリスト、ITサービスマネージャ、エンベデッドシステムスペシャリスト、情報セキュリティスペシャリスト、情報処理安全確保支援士、オンライン情報処理技術者、システム運用管理エンジニア、マイコン応用システムエンジニア、プロダクションエンジニア、情報処理システム監査技術者、特種情報処理技術者など |
| 巡査部長 (3級職) | 応用情報技術者、情報セキュリティアドミニストレータ、第一種情報処理技術者、中小企業診断士(情報部門)など |

- ただし、サイバー犯罪捜査官に関する業務経験の要件ついては、掲載している資格・試験の合格後の経験年数で無ければならないなどの明記は無い。情報系の技術職はその試験に合格していなければ、仕事が出来ないというわけではないため、合格前の職務経歴も認めることが出来る。しかし、法律系・財務系に関しては、その資格を有していなければ、出来ない仕事があるため、有資格後の職務経歴が重視されていると考えられる。ただし、関連の職務経歴年数を認めることもあると考えられる。

税理士法第5条第1項第1号に定める事務又はこれに相当する業務経験がある場合に採用条件となる資格は次のものをいう。
| 区分           | 資格                                                         |
| -------------- | ------------------------------------------------------------ |
| 警部補 (4級職) | 司法書士、行政書士、弁理士、社会保険労務士、不動産鑑定士など |

- 身体要件は一般採用とかわらない。
- 年一回、一般からの選考を実施しているが一部の区分または資格しか対象にしていない。特に国際犯罪捜査官についてはほとんど無い。

## 種別

### 財務捜査官
主に詐欺、背任などの知能犯罪を扱う捜査二課、大型消費者事件を手掛ける生活経済課、暴力団犯罪を摘発する組織犯罪対策四課などに配属され、財務分析や帳簿捜査などを行う。警視庁、愛知、北海道、大阪、福岡など十四都道府県警に計四十八人配属されている。

### 科学捜査官
パソコン、デジタルカメラ、携帯電話、カーナビゲーションなどの電子機器の解析、解析ソフトウェアの開発、捜査用機器の開発などを行う。

### サイバー犯罪捜査官
サイバー犯罪の対策と捜査を行う。コンピュータシステムの開発、ネットワークの構築、インターネットセキュリティ、データベースなどの知識を要する。

### 国際犯罪捜査官
語学堪能な一般の警察官からの採用が多い。